# Unidas Podemos
Unidas Podemos (din limba spaniolă : Uniți putem) a fost o alianță electorală de stânga, formată în mai 2016. Ea este formată de Podemos, Stânga Unită și alte partide de stânga ca o contestație asupra Alegerilor din 2016. Acordul alianței a fost anunțat la 9 mai 2016 după săptămâni de negocieri.
S-a redenumit înainte de Alegerile din aprilie 2019.

## Ideologie
Alianța este dominată de stângiștii de la Podemos, în orice caz, mai sunt de asemenea și facțiuni de extremă stânga, majoritatea au apărut de la Stânga Unită. Podemos este singurul partid principal care pune sub semnul întrebării rolul monarhiei și al constituției spaniole, așa cum este. Liderul partidului Pablo Iglesias vrea ca, Catalonia să continue să fie parte a Spaniei, dar spune că partidul său ar respecta voința celor 80% dintre catalani - potrivit sondajelor - care doresc un referendum. Partidul a cerut eliberarea liderilor catalani închiși în proces la Curtea Supremă a Spaniei. Stânga Unită este o coaliție de alte partide de stânga, în orice caz, Partidul Comunist din Spania este singurul partid membru care încă mai funcționează la nivel național.

## Compoziție
| Partid     | Partid                                              | Regiune                | Alegeri                      |
| ---------- | --------------------------------------------------- | ---------------------- | ---------------------------- |
|            | Putem (Podemos)                                     | —                      | 2016, 2019 (apr), 2019 (noi) |
|            | Stânga Unită (IU)                                   | —                      | 2016, 2019 (apr), 2019 (noi) |
|            | Equo (Equo)                                         | —                      | 2016, 2019 (apr)             |
|            | Aragonul Superior în Comun (AltoAragón en Común)    | Huesca                 | 2019 (apr), 2019 (noi)       |
|            | Adunarea (Batzarre)                                 | Navarra                | 2016, 2019 (apr), 2019 (noi) |
|            | Unitatea Populară în Comun (UPeC)                   | —                      | 2016                         |
|            | Stânga Asturiană (IAS)                              | Asturias               | 2016                         |
|            | Construcția Stângii Alternative Socialiste (CLI–AS) | —                      | 2016                         |
|            | Segoviemos (Segoviemos)                             | Segovia                | 2016                         |
|            | Stânga Castiliană (IzCa)                            | Valladolid             | 2016                         |
|            | Democrația Participativă (Participa)                | —                      | 2016                         |
| Confluențe |                                                     |                        |                              |
|            | În Comun Putem (ECP)                                | Catalonia              | 2016, 2019 (apr), 2019 (noi) |
|            | Grupul Comun al Stângii (Podemos–EU)                | Galicia                | 2019 (apr), 2019 (noi)       |
|            | Stilul Valencian (Podemos–Compromís–EUPV)           | Comunitatea Valenciană | 2016                         |
|            | En Masse (Podemos–Anova–EU)                         | Galicia                | 2016                         |
|            | Uniți Putem mai Mult (Units Podem Més)              | Insulele Baleare       | 2016                         |

## Rezultate electorale

### Cortes Generales
| Cortes Generales | Cortes Generales | Cortes Generales | Cortes Generales | Cortes Generales | Cortes Generales | Cortes Generales | Cortes Generales | Cortes Generales | Cortes Generales        |
| Alegeri          | Congres          | Congres          | Congres          | Congres          | Congres          | Senat            | Senat            | Candidat (lider) | Statut                  |
| Alegeri          | Voturi           | %                | #                | Locuri           | +/-              | Locuri           | +/-              | Candidat (lider) | Statut                  |
| ---------------- | ---------------- | ---------------- | ---------------- | ---------------- | ---------------- | ---------------- | ---------------- | ---------------- | ----------------------- |
| 2016             | 5,087,538        | 21.15%           | 3                | 71 / 350         | 0                | 16 / 208         | 0                | Pablo Iglesias   | Opoziție                |
| 2016             | 5,087,538        | 21.15%           | 3                | 71 / 350         | 0                | 16 / 208         | 0                | Pablo Iglesias   | Sprijin(din iunie 2018) |
| 2019 (apr)       | 2,688,092        | 10,26%           | 5                | 42 / 350         | ▼29              | 0 / 208          | ▼16              | Pablo Iglesias   | Noi alegeri             |
| 2019 (nov)       | 3,656,979        | 15,08%           | 3                | 35 / 350         | ▼7               | 0 / 208          | 0                | Pablo Iglesias   | Coaliție(PSOE–UP)       |

### Parlamentul European
| Parlamentul European | Parlamentul European | Parlamentul European | Parlamentul European | Parlamentul European | Parlamentul European | Parlamentul European          |
| Alegeri              | Voturi               | %                    | #                    | Locuri               | +/-                  | Candidat                      |
| -------------------- | -------------------- | -------------------- | -------------------- | -------------------- | -------------------- | ----------------------------- |
| 2019                 | 2,258,857            | 10.07%               | 4                    | 6 / 59               | ▼5                   | María Eugenia Rodríguez Palop |

### Parlamente Regionale
| Regiunea               | Alegeri | Voturi  | %      | # | Locuri  | Statut                       |
| ---------------------- | ------- | ------- | ------ | - | ------- | ---------------------------- |
| Comunitatea Valenciană | 2019    | 17,569  | 1.94%  | 6 | 8 / 99  | Coaliție (PSPV–Compromís–UP) |
| Castilla–La Mancha     | 2019    | 40,671  | 6.08%  | 6 | 0 / 33  | Nu a intrat                  |
| Extramadura            | 2018    | 396,607 | 10.96% | 5 | 4 / 65  | Opoziție                     |
| La Rioja               | 2019    | 34,210  | 6.43%  | 7 | 2 / 33  | Coaliție(PSOE–UP)            |
| Insulele Baleare       | 2019    | 22,021  | 2.47%  | 7 | 6 / 59  | Coaliție (PSIB–UP–Més)       |
| Madrid                 | 2019    | 34,871  | 8.12%  | 6 | 7 / 132 | Opoziție                     |

## Simboluri

Logo oficial, 2023
Logo-ul de campanie, alegerile europarlamentare din 2019
Logo oficial, 2019–2023
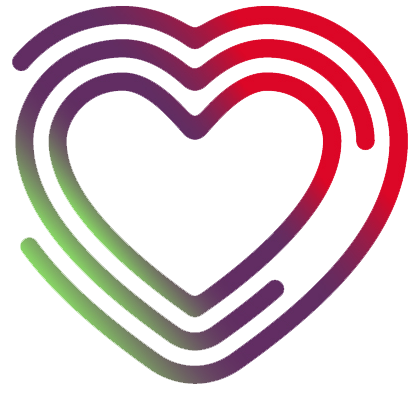
Logo-ul de campanie, alegerile generale din 2019
Logo-ul de pe buletinele de vot, alegerile generale din aprilie 2019
Logo oficial, 2016–2019
Logo electoral, alegerile generale din 2016
Logo-ul de pe buletinele de vot, alegerile generale din 2016
Logo-ul de campanie, alegerile generale din 2016